# 民权路 (重庆市)
民权路为重庆市重要道路之一。全路东北——西南走向，分别与中华路，磁器街，民生路相交。其中，解放碑到中华路段为步行街。
坐落于民权路中华路交叉口的华华公司前身是于二十世纪三十年代，由上海三马路的“大兴绸缎局”总经理王延松倡导“华人华服、抵制日货、振兴民族工业”而成立的“华华绸缎公司”。1938年华华公司迁徙重庆，在民族路开设。第二年5月4日日机袭渝被炸，迁移民权路现址。
民权路中段的基督教圣爱堂原称“社交会堂”。1900年前后，美国卫理公会传教士在原磁器街96号购房建立教会。抗日战争时期，冯玉祥、郭沫若、邹韬奋、陶行知、黄炎培、张之江、宋诚之，世界基督教青年协会总干事穆德（JOHNR. MOOT）、加拿大和平人士文幼章等人士多次在此作过学术和抗日救亡演讲。1998年4月教堂搬迁至此，并命名为“圣爱堂”。
民权路南端较场口是重要的交通枢纽，重庆轨道交通一号线和重庆轨道交通二号线在这里交汇。民权路88号的日月光中心广场是重庆时尚新地标，广场前的题字的作者是国民党主席吴伯雄。